# XHamster
 (janvier 2024).
xHamster est un site web qui diffuse du contenu pornographique et un réseau social dont le siège est à Limassol, à Chypre. Le contenu du site se base sur des vidéos soumises par les utilisateurs, des camgirls, des photographies pornographiques et de la littérature érotique et intègre aussi des fonctionnalités de réseaux sociaux.
xHamster est fondé en 2007. Avec plus de 10 millions de membres[Quand ?], c'est, en décembre 2024 (d'après SimilarWeb), le troisième site pornographique le plus populaire après XVideos et Pornhub. En juillet 2020, xHamster est le vingtième site web le plus fréquenté au monde. En 2023, il occupe la vingt-sixième place, et en décembre 2024, la vingt-septième place.
xHamster est un site internet de la plateforme Hammy Media Ltd., détenu par deux hommes d'affaires de nationalité russe, Oleg Netepenko et Dmitry Gusev, dont le siège social est basé à Chypre.
La régie publicitaire de xHamster s'appelle TrafficHaus, elle est basée aux États-Unis depuis sa création en 2007, et occupe une place importante dans le fonctionnement du site pornographique, la génération de trafic à des fins de ciblage publicitaire constituant son fonds de commerce.
Le site produit The Sex Factor, une série de télé-réalité dans laquelle des hommes et des femmes sont en compétition pour devenir des acteurs pornographiques.
Le site a été cible de campagnes de publicité malveillante, et plusieurs gouvernements l'ont bloqué dans le cadre d'initiatives plus vastes contre la pornographie sur Internet.

## Historique
Début 2007, un groupe d’individus anonymes décident de créer un nouveau service vidéo pour adultes,, et xHamster a été lancé le 2 avril 2007. D’après une recherche du magazine allemand Der Spiegel et du journal télévisée STRG_F, les propriétaires principaux sont deux entrepreneurs russes domiciliés à Chypre, Oleg Netepenko et Dmitry Gusev,. xHamster a été pensé comme un réseau social, un porte-parole avait dit que le contenu du site était organisé de manière à « donner la possibilité aux gens qui voulait chatter, échanger des photos érotiques, et partager des vidéos amateurs, de pouvoir trouver des amis mutuels en ligne, et peut-être découvrir des partenaires intéressés à avoir des relations intimes. »
Dépassant les 10 millions de membres en 2015, xHamster est devenu le troisième site le plus populaire sur internet, après XVideos et Pornhub. En mai 2016, xHamster a lancé The Sex Factor, une série de téléréalité où les concurrents sont en compétition pour devenir une star du porno,,.
xHamster a restreint l’accès à son site et a supprimé du contenu en réponse à des polémiques politiques soulevées par la communauté LGBT et la culture du viol. Le site a bloqué des utilisateurs dont l’adresse IP était en Caroline du Nord durant avril 2016, après que l’état a adapté une loi qui empêchait ses comtés et villes d’adopter des lois pour protéger les personnes LGBT. En réponse au verdict du dossier d’agression sexuelle de Brock Turner, xHamster a institué la « règle de Brock Turner », qui a interdit les vidéos impliquant un viol, incluant celles impliquant un rapport sexuel avec un partenaire inconscient ou sous hypnose. À la suite de la fuite d’emails du Comité National Démocrate en 2016, xHamster a offert à Debbie Wasserman Schultz un rôle à 50 000 $ US dans un film pornographique avec un sosie de Bernie Sanders.
En août 2016, Alex Hawkins a déclaré que xHamster sponsorisait un voyage de Brendan Dassey à Wrestlemania. Il a déclaré : « Nous sommes ravis de pouvoir réaliser le rêve de ce jeune homme d’aller à Wrestlemania… Nous avons discuté avec la famille et ils sont plus que ravis que Brendan ait cette opportunité après tant d’années de chagrin et d’injustice. » L’idée a été lancée par une pétition sur change.org.
Durant l’éclipse solaire du 21 août 2017, xHamster a connu une baisse remarquable de l’utilisation du site. Les villes dans le champ de l’éclipse totale, comme Nashville, Tennessee, ont vu leur audience diminuer de 43 %. Charleston, en Caroline du Sud, et Portland, en Oregon, ont vu des baisses de 36 % et 35 % respectivement, pour remonter à 85 % d’augmentation à Charleston et 63 % à Portland après l’éclipse. Les villes en dehors du champ de l’éclipse ont connu une baisse moins importante, avec des villes comme New York et Los Angeles, qui ont connu une baisse d’audience de 15 %,.
En août 2017, xHamster a envoyé une lettre aux créatrices de Sense8, Lana et Lilly Wachowski, pour demander d’être l’hébergeur de la troisième saison de Sense8. Sense8 était hébergé par Netflix qui a pris la décision de ne pas renouveler la collaboration. Lana Wachowski a déclaré que le contenu d’une troisième saison était en création en espérant que la série soit choisie par un éventuel hébergeur. Dans la lettre envoyée aux créatrices de Sense8, Alex Hawkins a déclaré : « xHamster a un long historique de lutte pour les droits de la liberté d’expression sexuelle, et la sexualité non normative. En plus de permettre à des milliards d’utilisateurs de se connecter à des articulations individuelles de genre et de sexualité, nous continuons à utiliser notre voix pour dénoncer les lois répressives anti-LGBT aux États-Unis et ailleurs, pour une éducation sexuelle dans les écoles publiques, pour la parentalité planifiée et pour les droits des travailleurs du sexe »,.
Stormy Daniels a été la star du porno la plus recherchée sur xHamster au premier trimestre de 2018. Le trafic sur xHamster.com a augmenté de 5 % à l’échelle nationale et de 7 % à Washington, DC durant son interview de 60 minutes avec Anderson Cooper. Le vice-président Alex Hawkins a conclu qu'xHamster avait rarement connu quelque chose du genre auparavant,.
En mai 2018, « La Manada » (Wolfpack) a été le mot le plus recherché sur le site de xHamster. Le fait que le terme soit lié à l’affaire espagnole d’abus sexuel La Manada a poussé xHamster à confirmer qu’une vidéo montrant les crimes présumés des cinq hommes accusés n’a jamais été publiée sur son site Web.
En août 2018, xHamster a lancé un fonds de 25 000 $ qui s’intitule xHamster pour les femmes pour développer le contenu de la catégorie « Porno pour les femmes » du site ,,. Selon le vice-président de xHamster, Alex Hawkins, l’objectif du fonds est d’augmenter la disponibilité de la pornographie que les femmes veulent regarder et de réduire l’écart entre les visiteurs du site, dont 25 % s’identifient comme des femmes, alors que 95 % du contenu du site est destiné à un public masculin,. Les soumissions ont été jugées par « une équipe tournante de juges s’identifiants comme femmes et composée de fans, de vedettes du porno, de journalistes et d’employés de xHamster ». À partir du 1er septembre, des réalisatrices amateurs et professionnelles pouvaient demander des subventions allant de 500 à 10 000 dollars,. Les films seront alors mis à disposition gratuitement et sans droit d’auteur auprès de xHamster. Alors que d’autres grands sites pornographiques ont cherché de plus en plus, pendant ces dernières années, à attirer les femmes, xHamster semble être le premier grand site pornographique à offrir une incitation financière à cet effet.
En septembre 2018, le site web a publié un guide interactif en ligne. Intitulé « Legendary Porn Theaters of NYC », ce guide indique l’emplacement des lieux les plus célèbres de la pornographie à New York dans les années 1970. De nombreux sites ont été fermés par la ville dans les années 1980 et comprenaient des théâtres qui diffusaient des films pornos, des salons de massage et des librairies pour adultes .
Un an après que l’ouragan Maria a frappé Porto Rico en 2017, xHamster publie des données montrant que le trafic en provenance de Porto Rico avait diminué d’un cinquième par rapport au niveau d’avant l’ouragan . Le vice-président Alex Hawkins a affirmé que le retard de l’audience indiquait que le pays n’était pas encore revenu aux normes de normalité d’avant l’ouragan notamment en matière d’accès fiable à l’électricité et de respect de la vie privée, et ce, contrairement à certaines affirmations officielles.
Le No Nut November est un défi Internet basé sur Reddit qui met les hommes au défi de s’abstenir de se masturber jusqu’à l’orgasme ,. En 2018, xHamster a lancé une contre campagne No Nut November appelée « Nut November », que le site a promu avec le hashtag #yesfap. Le 6 novembre, le site a posté sur son compte Twitter qu’il commençait à recevoir des messages haineux et des menaces de mort bien ficelées en réponse à sa contre-campagne, dont une image intitulée « Pornographers must die ».
Après la publication par le photographe danois Andreas Hvid, fin 2018, d’une photographie controversée de lui-même et d’une femme anonyme allongée nue sur la Grande Pyramide de Gizeh, xHamster a tweeté en soutien à Hvid, l’encourageant à poursuivre ses activités pornographiques avec l’aide du site.
Lors d’un canular sous la forme de « photobombe » aux Golden Globes de 2019, Kelleth Cuthbert, mannequin de Wilhelmina et ambassadrice de la marque Fiji Water, est devenue virale sur Twitter en apparaissant à plusieurs reprises derrière des acteurs sur le tapis rouge. Cuthbert a été aperçu portant un plateau de bouteilles d’eau Fiji derrière des acteurs tels que Jim Carrey et Jamie Lee Curtis. Sur Twitter, xHamster a offert à l’ambassadrice de Fiji, Kelleth Cuthbert, une proposition de contrat de 100 000 $ pour « s’assurer de garder nos artistes hydratés ».
Pour soutenir les fonctionnaires américains lors du shutdown du gouvernement en 2019, le site a offert à tous les employés du gouvernement en congé sans solde l’accès au contenu pornographique premium.
En 2019, dans le cadre d'un canular pour le poisson d'avril, xHamster a lancé un plan pour ouvrir une chaîne de plus de 18 cafés appelée « xHamster with Cream », offrant aux visiteurs « des boissons personnalisées pour adultes et du WiFi gratuit et non filtré ». Cette blague a été en partie motivée par l’interdiction du visionnement de contenu pour adultes connectés sur le WiFi dans les cafés Starbucks en 2018.
En mai 2019, xHamster a annoncé qu’il bloquerait temporairement toutes les vidéos « MILF » (acronyme du surnom « Mom I'd Like to Fuck » : Maman que j'aimerais baiser) pour la fête des Mères. Lorsque les utilisateurs tentaient de visionner une vidéo MILF, un popup s’affichait à l’écran : « Va appeler ta mère, OK ? Les MILF peuvent attendre ».
xHamster a offert les services premium gratuitement à tous les passagers et anciens employés de la compagnie Thomas Cook après l’effondrement de la compagnie en septembre 2019.

## Principe
xHamster fournit du contenu vidéo pornographique varié, des photos, des histoires érotiques regroupées sous des catégories spécifiques à des fétiches ou des préférences sexuelles.
Les utilisateurs qui mettent en ligne les vidéos peuvent sélectionner parmi une série de catégories. La catégorie la plus populaire, « amateur », est celle de 30 % des vidéos postées. Les vidéos les plus populaires mises en ligne dans la catégorie gay sont celles qui incluent « grosse queue », « relation sexuelle non protégée », avec l’État de l’Oregon ayant le temps de visionnement le moins élevé avec juste 1,5 heure par semaine alors que l’Ouest de la Virginie a le temps le plus haut avec 3,3 heures par semaine. La proportion d’utilisateurs féminins s’élève à 26 % avec une tendance à la hausse,. En 2017, le site Web a indiqué une augmentation de 2,4 % du nombre de visiteurs féminins, le terme de recherche le plus populaire aux États-Unis étant « papa » alors que le terme « maman » est le plus populaire mondialement,. À l’occasion de la Saint-Valentin, xHamster a recueilli des données sur les préférences de recherche des utilisatrices. Ces préférences ont été classées par états américains. Dans 17 des 50 états, le porno exclusivement féminin s’est avéré être la catégorie la plus recherchée,.
En plus de ces vidéos préenregistrées, les utilisateurs peuvent visionner des flux en direct de modèles payés. Le modèle peut interagir avec différents utilisateurs par l’intermédiaire d’un service de chat en ligne. Les modèles peuvent aussi activer un bouton « pourboire », qui permet à l’utilisateur de donner de l’argent en supplément aux modèles. xHamster accepte les Bitcoins comme méthode de paiement, qui au contraire des cartes de crédit, offre l’anonymat. La plateforme a ajouté un «mode nuit» qui bascule le site vers un fond sombre lorsqu’il est activé. Depuis 2017, xHamster utilise un modèle d’intelligence artificielle qui scanne le contenu de son site Web pour cibler les préférences individuelles des utilisateurs. En réaction à la demande croissante de contenu technique, xHamster a créé une plateforme de réalité virtuelle pour explorer les possibilités de techniques de RV dans l’industrie pornographique,.
En août 2018, d’après la liste du Daily Dot, le site occupait la septième place du top 10 des sites pornographiques gratuits sur Internet.
xHamster contient plusieurs fonctionnalités de réseau social. Les utilisateurs ont des profils détaillés qui intègrent leurs photos de profil et leur sexe, ainsi que les vidéos ajoutés au site. Le contenu possède un système de commentaires et d’évaluation et les usagers peuvent interagir en s’ajoutant comme « amis » ou en s’abonnant au contenu d’un autre utilisateur. Les réglages de confidentialité permettent aux utilisateurs de rendre différentes parties de leurs profils visibles uniquement à certains utilisateurs, filtrer les messages privés, et bloquer certaines demandes. Les utilisateurs peuvent aussi vérifier leur identité en soumettant une photo d’eux avec leur nom d’utilisateur, ce qui leur confère un tampon sur leur profil.
Contrairement aux médias sociaux traditionnels tels que Facebook et YouTube, les sites pornographiques sont confrontés à une multitude de réglementations juridiques supplémentaires et à une stigmatisation sociale persistante. Un article de OneZero publié par Medium détaille de nombreuses divergences juridiques et culturelles entre la Silicon Valley de Los Angeles et la « Porn Valley », en soulignant la « modération agressive du contenu » de xHamster en ce qui concerne le téléchargement de vidéos sur le site. Le processus de téléchargement de vidéos de xHamster implique un examen du contenu par l’I.A., un examen régulier du personnel et « une légion de volontaires [...] qui, en échange de récompenses sur le site, examinent les téléchargements, ainsi que la santé de la communauté », a déclaré Alex Hawkins à OneZero en novembre 2019 (Medium). Les chats des utilisateurs de xHamster « sont également contrôlés périodiquement pour s’assurer qu’ils sont conformes aux politiques du site ».

## HTTPS
En janvier 2017, xHamster est devenu l’un des premiers sites majeurs pour adultes à intégrer le protocole HTTPS. Le HTTPS offre la confidentialité, protège contre les logiciels malveillants et l’intégrité de l’échange d’information. Alex Hawkins a déclaré que l’une des raisons d’avoir implémenté le HTTPS était que xHamster recevait des millions de visiteurs de pays où la pornographie était illégale.

## Sécurité
En avril 2013, Conrad Longmore, un chercheur en cyber sécurité, a découvert que xHamster et PornHub ont été cibles de publicités malveillantes,. En septembre 2015, xHamster a été frappé par une autre attaque en même temps que YouPorn et PornHub. TrafficHaus a indiqué qu’il se pourrait que ce soit le résultat d’une violation,. En novembre 2016, il a été révélé que les noms d’utilisateurs, les adresses email et les mots de passe de 380,000 utilisateurs ont été piratés.
Dans un effort pour préserver l’anonymat des utilisateurs, xHamster a déclaré dans une interview à Men’s Health qu’ils limitent l’accès des tiers aux informations des utilisateurs lorsqu’ils envoient des données de visionnage à des groupes de marketing et d’analyse. Bien que ces mesures de sécurité n’éliminent pas nécessairement la possibilité de relier une « empreinte digitale du navigateur » et une adresse IP à l’identité personnelle d’un utilisateur, xHamster affirme qu’il n’identifie pas activement les individus, à moins qu’un utilisateur décide de « choisir de fournir des informations plus personnelles et identifiables ».

## Éducation sexuelle
En réponse aux législateurs de l’Utah qui ont rejeté une loi sur l’éducation sexuelle en février 2017, xHamster a commencé à afficher un pop-up aux visiteurs de l’Utah, leur permettant de visualiser la série d’éducation sexuelle de xHamster The Box. Le projet de loi House Bill 215 aurait permis aux parents d’opter pour une éducation sexuelle pour leurs enfants plus complète que l’éducation sexuelle basée sur l'abstinence qui est commune en Utah ; mais s’opposait à encourager le comportement sexuel et à apprendre aux enfants comment avoir des relations sexuelles. Le sponsor du projet de loi a critiqué la tendance de laisser l’éducation sexuelle aux sites pornographiques tels que xHamster et PornHub.
En avril 2017, en réponse à la décision du Président Trump de permettre aux états de refuser un financement fédéral au contrôle des naissances, xHamster a déclaré qu’il allait publier sur son site de l’information sur le contrôle des naissances, avec un pop-up encourageant les dons aux organisations concernées. L’article stipule : « Les acteurs porno et les amateurs dépendent de l’augmentation des droits reproductifs, l’accès à la contraception et du dépistage à bas prix des ITS, et de l’éducation à la santé sexuelle sans préjugés. »

## Produits dérivés
En novembre 2016, la compagnie a lancé sa propre bière, la bière xHamster. La bière est une tripel de style belge à 8,5 %. Elle est disponible à 3,90 euros pour 0,5 litre. Elle était en rupture de stock dès 5 premiers jours.
En mai 2017, xHamster s’est associé à l’inventeur néerlandais Moos Neimeijer pour créer Minimeyes, un dispositif Bluetooth de détection de mouvement qui utilise l’infrarouge pour surveiller la pièce et signale à l’ordinateur toute intrusion pour fermer toutes les fenêtres et arrêter le son.
En juin 2017, xHamster a créé sa propre poupée sexuelle appelée xHamsterina. Alex Hawkins a déclaré : « Nos utilisateurs adorent regarder du porno, mais la majorité le regardaient seuls. Alors nous nous sommes associés aux experts chez iDoll pour créer le parfait compagnon à l’homme moderne. » La poupée a été créée en utilisant les préférences de l’utilisateur.
Depuis octobre 2017, xHamster a lancé une campagne produit qui s’adresse aux « propriétaires de bunkers de l’apocalypse ». Dès réception, les propriétaires reçoivent gratuitement une partie des produits et vidéos de l’entreprise.

## Censure
xHamster a été bloqué par divers gouvernements. En août 2015, le gouvernement de l'Inde a ordonné aux fournisseurs de services Internet de bloquer plusieurs sites, dont xHamster, en vertu de la loi de 2000 sur les technologies de l’information,. En Russie, un tribunal local du Tatarstan s’est prononcé en faveur de bloquer xHamster et d’autres sites pornographiques en avril 2014 ; le contrôle a été passé par la suite au Roskomnadzor, le responsable des médias d’état,.
La législation visant à restreindre les sites pornographiques fait partie des efforts pour contrecarrer la traite des êtres humains, ce qui peut obliger les fabricants de matériel électronique d’installer des filtres de contenu pour restreindre le contenu «obscène». Néanmoins, des organisations qui appuient la liberté d’expression ont dénoncé ces efforts et sont pour inclure des sites pornographiques comme xHamster qui a enregistré 125 millions de clics de Thaïlande et 95 millions de clics d'utilisateurs en Turquie, pays dans lesquels le site est interdit.
D’autres tentatives de censure reposent sur la neutralité du net, par laquelle les gouvernements peuvent restreindre la bande passante de différentes catégories Internet. Alex Hawkins a déclaré : «En tant que compagnie internationale, nous voyons chaque jour comment les gouvernements restrictifs utilisent des moyens de restriction, comme la limitation de navigation, pour limiter l’accès non pas juste à la pornographie mais aussi aux discours politiques alternatifs».
En septembre 2018, en réponse aux protestations du public concernant le viol et le meurtre d’une jeune fille népalaise, le gouvernement népalais a annoncé l’interdiction des sites web pornographiques. Quelques semaines plus tard, xHamster a publié un graphique qui montrait qu’après une légère baisse de l’utilisation, le trafic provenant du Népal était revenu aux niveaux précédents.
L’Inde a de nouveau bloqué xHamster fin 2018. Les discussions sur la naissance du porno indien ont cité les données de xHamster concernant le Népal ainsi que les données sur le trafic en provenance de la Chine à la suite de l’interdiction du porno dans ce pays en 2018. En effet, à la suite de cette interdiction, le trafic a connu une baisse de 81 % du nombre de visiteurs provenant de Chine sur le site xHamster,.
Dans le cadre d’un effort pour promouvoir « relation saine, sexe et consentement », le British Board of Film Classification (BBFC) a annoncé en janvier 2019 qu’il exigerait des sites web hébergeant de la pornographie comme xHamster qu’ils mettent en place une vérification « rigoureuse » de l’âge par un tiers avant d’entrer sur ledit site. Cette mesure légale a été conçue pour limiter l’accès à la pornographie sur Internet aux spectateurs ayant l’âge légal, qui est de 18 ans au Royaume-Uni. Une alternative à la vérification directe de l’âge est la possibilité d’acheter un « pass pornographique » auprès d’un détaillant britannique désigné, permettant aux téléspectateurs de plus de 18 ans de confirmer leur âge de manière anonyme.
En plus de critiquer les problèmes techniques et les menaces à la vie privée, qu’engendrait la règle britannique, les fournisseurs, producteurs et acteurs de l’industrie pornographique ainsi que les défenseurs des droits civils affirment que l’audience mineure de la pornographie découle de problèmes sociétaux plus larges laissés non résolus par la nouvelle loi. Dans les mois précédents la date prévue pour l’entrée en vigueur de la règle britannique, le 15 juillet 2019, l’audience de xHamster a fortement augmenté au Royaume-Uni.
Après le troisième retard dans l’adoption de la réglementation britannique sur la vérification de l’âge, le ministre britannique de la Culture, Jeremy Wright, a annoncé en juin 2019 qu’outre ce retard, il se méfiait du fait que la promulgation et l’application des règles nationales de vérification de l’âge varieraient considérablement d’un pays à l’autre, un peu « comme dans l’Europe d’avant l’UE ».
En janvier 2020, le représentant de l’État de l’Utah Brady Brammer (R-Highland) a parrainé un projet de loi qui exigerait une « vignette d’avertissement » sur les « contenus pour adultes » afin d’informer les téléspectateurs potentiels des dangers supposés liés à la consommation de pornographie sur les jeunes. La chaîne FOX 13 de Salt Lake City a rapporté que le concept de « d’avertissement » était « calqué sur les étiquettes d’avertissement des produits toxiques de Californie ». xHamster a fait une blague visant l’Assemblée législative de l’État de l’Utah en ajoutant une vignette visible par tous les téléspectateurs de l’Utah, indiquant « Avertissement : la consommation de porno peut entraîner une diminution du stress, une augmentation du bonheur et une diminution des taux de grossesse chez les adolescentes, une diminution des divorces et aussi une diminution des agressions sexuelles ». Le 18 février 2020, la législature de l’État de l’Utah a adopté la proposition de loi.

## Droit d’auteur
En 2011, xHamster a été poursuivi en justice par Fraserside Holdings, Ltd., producteur de films pour adultes et filiale de Private Media Group Inc. Fraserside et Private ont accusé xHamster d’avoir enfreint leurs droits d’auteur en diffusant en ligne des copies de leur contenu adulte. Fraserside a intenté l’affaire en Iowa, et en 2012 le juge Mark Bennett a conclu que les tribunaux américains manquaient de juridiction face à xHamster vu que l’entreprise est basée à Chypre et qu’elle "n’avait pas de bureaux, ni d’employés, ni de numéro de téléphone, en Iowa [;] ... xHamster ne fait pas de publicité en Iowa[;] aucun dirigeant ou directeur de xHamster n’a jamais visité l’Iowa [;] Et tous les serveurs de xHamster sont localisés à l’extérieur des États-Unis."
L’affaire de violation des droits d’auteur a été rejetée.

## Célébrités
Dans le cadre de sa stratégie marketing, xHamster publie de plus en plus d’offres d’emploi destinées à des célébrités ou à des personnes publiques. En novembre 2017, via Twitter, xHamster a offert à Julie Briskman un poste au sein de son équipe de marketing et de médias sociaux après qu’elle eut été congédiée par son ancien employeur. La femme avait fait parler d’elle après avoir fait le doigt d’honneur en direction du président américain Trump alors qu’elle passait son cortège de voitures sur un vélo, Après que le rappeur Drake a été accusé par Pusha T de nier l’existence de son enfant, xHamster a remarqué une augmentation dans requêtes de recherche de plus de 2700% pour la présumée mère et ancienne actrice porno Rosee Divine. En mai 2018, à la suite de la sortie de la Diss Track, Divine s’est vu offrir le poste de porte-parole officiel de xHamster,. En juin 2018, la rappeuse australienne Iggy Azalea a reçu une offre d’emploi après avoir publié des vidéos de twerking sur ses réseaux sociaux.
En septembre 2016, Alex Hawkins, au nom de xHamster, a confirmé que le site a fait l’acquisition d’une sextape censée représenter l’actrice américaine Alexis Arquette, qui a été mise en vente par un ex-amant peu après sa mort. xHamster en a détruit toutes les copies, déclarant que « Mme Arquette était une icône et une militante de la communauté transgenre et nous ne pouvions laisser quelqu’un salir sa mémoire de la manière dont le vendeur essayait de le faire ».
En février 2017, xHamster a organisé des auditions pour des sosies du président américain Donald Trump, des membres de la famille Trump et des membres du cabinet Trump. Les gagnants tiendront des rôles dans des parodies pornographiques. Alex Hawkins a déclaré : « Le public américain a besoin de parodies à caractère pornographique de qualité pour mieux comprendre le paysage changeant de la branche exécutive de leur gouvernement »,,,. En mars 2017, John Brutal, un technicien en dialyse au Minnesota, a été sélectionné pour jouer le rôle.
En septembre 2017, à la suite des ‘likes’  du sénateur du Texas Ted Cruz de tweets à caractère pornographique, xHamster a découvert son sosie Searcy Hayes et lui a offert 10,000 $ pour jouer dans un rôle comme le sosie de Ted Cruz.
À la suite de la diffusion du film documentaire Surviving R.Kelly de Lifetime Network, xHamster a rapporté une augmentation de 388 % des recherches liées à R.Kelly depuis janvier 2019. Le documentaire de Lifetime Network présente l’arrestation, le procès et l’acquittement de R.Kelly pour des accusations de pornographie enfantine entre 2002 et 2008. Censurée sur le site de xHamster, la « tristement célèbre » sexe tape met en scène l’artiste hip-hop ayant des relations sexuelles avec une mineure et urinant sur elle. Dans le but de réprimander les spectateurs qui recherchaient la sexe tape, xHamster a dénoncé ceu-ci, car elle est à la fois « illégale » et « immorale ». Par ailleurs, xHamster a souligné dans sa déclaration publique que la recherche de la vidéo pourrait même « revictimiser une mineure qui ne pouvait pas donner son consentement ».
En mai 2019, après la fuite de photos nue d’Iggy Azalea sur Twitter, photos prises lors d’une séance de photos de GQ Magazine en 2016, xHamster a défendu le droit de la rappeuse à empêcher l’accessibilité généralisée des images. Dans une interview accordée à The Blast en mai 2019, Alex Hawkins a affirmé que la diffusion et la visualisation des photos volées constituaient « une violation des droits d’Iggy ». Hawkins a également déclaré que xHamster avait « contacté l’équipe de management d’Iggy Azalea » et « augmentera la patrouille [de xHamster] gardant l’œil sur le contenu impliquant Iggy et les mots-clés pertinents, et demande à notre communauté de nous notifier si elle repère les photos ».
Plus de quatre ans après s’être retirée du porno, Mia Khalifa reste l’une des actrices les plus recherchées sur xHamster avec plus de 780 millions de vues, selon un article du Washington Post de 2019. Khalifa est surtout connue pour avoir joué dans un film où elle porte un hijab, ce qui lui a valu des critiques publiques et même des menaces de mort de la part de l'organisation terroriste de l'État Islamique.

## Covid-19
Au début de la pandémie de Covid-19, xHamster a offert un accès Premium gratuit jusqu’à la fin du mois de mars dans les régions les plus touchées par le virus telles que Téhéran, en Iran , à Daegu, en Corée du Sud, à Wuhan, en Chine , dans les régions italiennes de Lombardie et de Vénétie et à Adeje, aux îles Canaries. xHamster a publié l’offre sur son compte Twitter officiel avec le slogan « Stay safe with xHamster ». En mars 2020, Vice rapporte que xHamster a connu une « augmentation massive » des nouveaux abonnements des utilisateurs dans les villes et régions susmentionnées, qui a « dépassé la capacité de xHamster à approuver de nouveaux comptes ».
Avec la propagation de la maladie, du contenu pornographique autour de la thématique de la pandémie a fait son apparition sur xHamster et d’autres sites de streaming, et ce à partir de début mars 2020.
À la suite des quarantaines internationales, des interdictions de voyage et des recommandations de rester chez soi, au début et au milieu de 2020, de nombreux détaillants de jouets sexuels, plateformes de caméras en direct et sites de streaming ont enregistré un trafic et des ventes records.
Cette explosion sous quarantaine s’accompagne d’une augmentation de la demande pour la production amateur sur des plateformes d’accès payant telles que xHamsterLive Sex Webcams, FanCentro et OnlyFans. Ce changement a entraîné une augmentation des profits, de la flexibilité et des licences de création accordées aux artistes.

## Tendances auprès des utilisateurs
En septembre 2018, le site a publié les sept catégories pornographiques les plus populaires parmi les utilisatrices. Il est apparu que les expressions « cunnilingus », « vibromasseurs » et « bouffer chatte » étaient dans les trois premiers termes les plus recherchés.
Par ailleurs, à l'occasion de la fête nationale française du 14 juillet en 2019, xHamster Data a publié les 10 termes les plus recherchés en France, incluant des résultats sexistes, misogynes ou controversés. Ainsi les 10 mots relevés, du plus au moins recherchés sont "beurette", "française", "voyeur", "salope", "jacquie et michel", "pute", "marocaine", "arabe", "viol" et "clara corgane".
D’octobre à décembre 2018, xHamster a rapporté une augmentation de 10 000 % des recherches pour le terme « The Grinch » sur son site. Couplée à la popularité généralisée de la pornographie inspirée des films et la pornographie de vacances, Alex Hawkins attribue la forte augmentation des recherches au récent remake hollywoodien du film The Grinch.
Le site a fait état d’une tendance à la hausse des recherches pour le terme robot sexuel de 2016 à début 2019, ce qui indique un intérêt croissant pour les poupées sexuelles réalistes.
En 2019, xHamster rapporte environ 40 000 recherches mensuelles pour le terme « appareil dentaire », une préférence associée à la pornographie juvénile, mais également pouvait être perçue comme un fétiche à part entière.
En avril 2019, après la diffusion d’une scène de sexe dans un épisode de la populaire série télévisée Game of Thrones, xHamster a fait état d’un bond marqué dans les recherches pour l’actrice Maisie Williams et du nom de son personnage, Arya Stark.
D’après une enquête menée par xHamster auprès de 50 000 personnes interrogées dans plus de 150 pays, le magazine Cosmopolitan a indiqué en mai 2019 que « la femme de rêve est une femme bisexuelle eurasienne de 25 ans, de 1,65 m, nommée Shy Yume ». Cette femme supposée « idéale » a les yeux bleus, les cheveux longs, droits et foncés, un corps de proportions moyennes, des organes génitaux « entièrement rasés » et n’est « pas une féministe ».
En 2019, xHamster a signalé une augmentation de 100 % des recherches liées aux « pirates » entre les 18 et 19 septembre. La popularité soudaine des recherches sur le thème des pirates, plus fréquentes chez les 18-35 ans, est largement attribuée à la journée internationale « Talk Like a Pirate Day », qui a eu lieu le 19 septembre.
Après la sortie du film Joker en 2019, le vice-président de xHamster, Alex Hawkins, a fait état d’une augmentation « stupéfiante » de 1300 % des recherches liées au « joker ».
Dans une enquête menée en 2020 auprès de 100 000 utilisateurs de xHamster, il a été constaté que les téléspectateurs s’identifiant comme des femmes sont plus jeunes, plus fluides sexuellement et qu’elles dépensent plus que leurs homologues masculins pour du porno, même si elles en consomment moins fréquemment.

### Rapports annuels
En se basant sur les tendances d’audience de 2018, xHamster prévoit que le nombre d’usagers féminins augmentera en 2019 de plus de 40%.
Alors que les termes « femme homosexuelle », « femme bisexuelle » et « femme forte » sont en hausse, le trafic web pour des termes tels que « roux » et « adolescent » est en forte baisse. xHamster affirme que ces changements sont largement dus à une augmentation du nombre de femmes téléspectatrices et à la normalisation du visionnage de films pornographiques parmi les milléniaux, qui « ont moins honte de la pornographie que toute autre génération ». Non seulement le trafic web augmente chez les femmes, mais aussi la proportion de pornographie regardée sur les appareils mobiles. Cette portion représente environ deux tiers de l’ensemble des téléspectateurs de xHamster.
Bien que l’évolution de l’audience du site xHamster en 2019 indique une augmentation de l’intérêt pour la pornographie gratuite, cette tendance est couplée à une augmentation de l’achat de services du type « premium ». Le nombre de nouveaux comptes d’utilisateurs xHamster a également fortement augmenté, indiquant un intérêt envers les services de « cam-modèles » privés et les services pornographiques de niche.
Dans son rapport de 2019 sur la sexualité numérique, xHamster affirme une corrélation statistique « directe » entre la consommation fréquente de porno et la bisexualité. L’enquête a recueilli des données de « plus de 11 000 utilisateurs basés aux États-Unis », révélant que la proportion de spectateurs réguliers de pornographie qui s’identifient comme gais ou bisexuels est sept fois supérieure au pourcentage de citoyens américains qui s’identifient comme LGBT, selon un sondage Gallup de 2018.
De plus, les téléspectateurs qui se déclarent homosexuels ou bisexuels sont plus susceptibles que les hétérosexuels de consommer de la pornographie quotidiennement. xHamster spécule que ces taux plus élevés de consommation de porno parmi les membres de la communauté LGBTQ peuvent être liés à « une moindre stigmatisation associée au fait de regarder » de la pornographie, associée à un large soutien pour des formes non normatives d’une expression sexuelle saine ».
Par ailleurs, xHamster rapporte que moins de la moitié des femmes téléspectatrices sont hétérosexuelles. La même étude a révélé que près de la moitié des téléspectateurs se considèrent comme « très » ou « assez religieux ». Les téléspectateurs religieux sont deux fois plus susceptibles que les non-croyants de dépenser plus de 1 000 dollars pour une expérience vidéo « en direct ».
Dans un rapport de fin d’année 2019 publié par xHamster, l’entreprise a constaté que plus des deux tiers (71,49 %) de l’ensemble du trafic du site provenaient d’appareils mobiles, ce qui représente une augmentation de 12 % par rapport à 2018 et s’accompagne d’une tendance à la hausse du porno amateur et de style amateur produit sur des appareils mobiles. Le rapport a également constaté que plus de 100 000 vidéos sont visionnées, 1400 vidéos téléchargées et 30 vidéos téléchargées toutes les soixante secondes sur le site.
Un article de 2020 du magazine MEL cite la déclaration d’Alex Hawkins selon laquelle le « passage des studios aux artistes-producteurs » est en train de « changer radicalement l’industrie », résultant en des situations plus « réalistes » et des corps plus « naturels » dans le porno produit via des appareils mobiles. Le rapport de fin d’année 2020 de xHamster a constaté que des termes tels que « seins naturels » et « vrai fait maison », et des situations telles que le voyeurisme et le sexe en public « ont connu une croissance massive » ces dernières années.
Parallèlement à la croissance de la production et de la consommation de pornographie sur appareils mobiles, le porno sous la forme de courts extraits, souvent de 1 à 5 secondes seulement, s’est développé ces dernières années, migrant vers des hôtes de contenu tels que Reddit et des plateformes comme Snapchat. La plateforme de médias sociaux TikTok offre un moyen d’accéder à des courts extraits de pornographie amateur softcore, et parfois hardcore. Bien que la nudité soit officiellement interdite sur TikTok, l’algorithme de surveillance de la plateforme n’est pas parfait, ce qui conduit parfois à la mise en ligne de contenus pornographiques pendant plusieurs heures avant leur suppression.

### Les milléniaux et la porno
Dans un article de Forbes sur l’évolution historique dans l’industrie du porno, xHamster se distingue pour avoir été le pionnier des sites de streaming en ligne gratuits ou « sites tubes » en 2007. À la suite de la croissance des sites « tubes », la crainte s’est répandue que le porno payant entraînerait la mort de l’industrie. On a reproché aux milléniaux (ceux nés entre 1981 et 1996) une baisse de la valeur nette de l’industrie américaine du porno. Alors que le porno payant a subi une mutation en passant des films produits par des professionnels vers les clips et les courts vidéos amateurs, le nombre de spectateurs du porno payant n’a pas diminué. Un article de Mashable de février 2020 constate que les milléniaux « dépensent en fait beaucoup plus que les générations précédentes »,.
Mashable constate également qu’« à partir du milieu des années 2010 [...] les données sur les tendances de consommation ont commencé à montrer que les milléniaux [...] étaient prêts à dépenser encore plus que les générations précédentes pour les films, les spectacles et la musique. » Pour appuyer cette affirmation, Mashable rapporte que les données de xHamster révèlent que « les consommateurs milléniaux dépensent environ deux fois plus que les personnes plus âgées » et « représentent plus que la moitié des utilisateurs premium de xHamster », ce qui amène Hawkins à affirmer que « les milléniaux pourraient bien être les sauveurs de l’industrie du porno ».
Avec près de cinq millions de vidéos auxquelles les utilisateurs ont attribué des étiquettes, Alex Hawkins estime que les termes de recherche généraux sont inefficaces pour trouver des scènes et des vidéos spécifiques, alors que la recherche à travers les filtres de catégories peut s’avérer plus fructueuse. Dans une interview accordée au magazine MEL en 2020, Hawkins a affirmé que la création d’un compte xHamster, qu’il soit payant ou gratuit, « aide l’IA à mieux vous recommander de nouvelles scènes en fonction de vos vues précédentes et des vidéos que vous avez aimées ou non [...] de suivre certains producteurs et vedettes, de créer des collections personnelles et de trouver de nouveaux contenus plus efficacement ».